# Baubigny, Côte-d'Or
Baubigny är en kommun i departementet Côte-d'Or i regionen Bourgogne-Franche-Comté i östra Frankrike. Kommunen ligger i kantonen Nolay som tillhör arrondissementet Beaune. År 2022 hade Baubigny 208 invånare.

## Befolkningsutveckling
Antalet invånare i kommunen Baubigny
Referens:INSEE